# Resolució 1126 del Consell de Seguretat de les Nacions Unides
La Resolució 1126 del Consell de Seguretat de les Nacions Unides, adoptada per unanimitat el 27 d'agost de 1997 després de rebre una carta del Secretari General Kofi Annan, el Consell va fer seva recomanació que els jutges Karibi-Whyte, Odio Benito i Jan, un cop van ser substituïts, acabessin el cas Čelebići que van començar abans que acabessin el seu mandat. També va assenyalar la intenció del Tribunal Penal Internacional per a l'antiga Iugoslàvia d'acabar el cas el novembre de 1998.
La carta de Kofi Annan va declarar que si els tres jutges no podien completar el cas, hauria calgut reiniciar els judicis dels sospitosos, el que prolongaria el procés i violaria el dret de l'acusat al degut procés de llei.
El cas Čelebići es referia a un camp de presoners de guerra a Bòsnia i Hercegovina on els detinguts eren torturats i assassinats.